# Caipifruta
"Caipifruta" é uma canção do cantor de funk carioca Naldo Benny, lançada como single em 20 de Agosto 2013, para o álbum Multishow ao Vivo Naldo Benny.

## Faixas
| Descarga digital |              |         |  |
| N.º              | Título       | Duração |  |
| 1.               | "Caipifruta" | 3:08    |  |

## Desempenho nas paradas
| Paradas (2013)                                 | Melhor posição |
| ---------------------------------------------- | -------------- |
| Brasil (Billboard Hot 100)                     | 13             |
| Brasil (Billboard Hot 100 Airplay)             | 31             |
| Brasil (Billboard Hot Pop & Popular)           | 7              |
| Brasil (Billboard Hot Regional Rio de Janeiro) | 1              |

## Histórico de lançamento
| País           | Data              | Formato          | Gravadora |
| -------------- | ----------------- | ---------------- | --------- |
| Austrália      | 20 de Agosto 2013 | Download digital | Deckdisc  |
| Brasil         | 20 de Agosto 2013 | Download digital | Deckdisc  |
| Canadá         | 20 de Agosto 2013 | Download digital | Deckdisc  |
| Estados Unidos | 20 de Agosto 2013 | Download digital | Deckdisc  |
| Nova Zelândia  | 20 de Agosto 2013 | Download digital | Deckdisc  |